# المسيجد (عمران)
المسيجد هي إحدى قرى الجمهورية اليمنية. تتبع جغرافيا لمحافظة عمران وإداريًا لمديرية خمر. يبلغ تعداد سكانها 3003 نسمة حسب الإحصاء الذي أجري عام 2004.